# Polyblastus belokobylskii
Polyblastus belokobylskii là một loài tò vò trong họ Ichneumonidae.